# 最大期望算法
最大期望演算法（英語：Expectation-maximization algorithm，又譯期望最大化算法）在统计中被用于寻找，依赖于不可观察的隐性变量的概率模型中，参数的最大似然估计。
在统计计算中，最大期望（EM）算法是在概率模型中寻找参数最大似然估计或者最大后验估计的算法，其中概率模型依赖于无法观测的隐变量。最大期望算法经常用在机器学习和计算机视觉的数据聚类（Data Clustering）领域。最大期望算法经过两个步骤交替进行计算，第一步是计算期望（E），利用对隐藏变量的现有估计值，计算其最大似然估计值；第二步是最大化（M），最大化在E步上求得的最大似然值来计算参数的值。M步上找到的参数估计值被用于下一个E步计算中，这个过程不断交替进行。

## 历史
最大期望值算法由亞瑟·P·丹普斯特，南·萊爾德和唐納德·魯賓在他们1977年发表的经典论文中提出。他们指出此方法之前其实已经被很多作者「在他们特定的研究领域中多次提出过」。

## 介绍
EM算法用于在方程不能直接求解的情况下寻找统计模型的(局部)最大似然参数。这些模型中较为典型的是含有潜变量，未知参数并且已知观测数据的模型。也就是说，要么数据中存在缺失的值，要么模型可以通过假设存在更多未观测到的数据点来更简单地表示。以混合模型（Mixture Model）为例，通过假设每个观察到的数据点都有一个对应的未观察到的数据点，也可以说是潜在变量，来指定每个数据点所属的混合部分，这样就可以更简单地描述混合模型。

## EM简单教程
EM是一个在已知部分相关变量的情况下，估计未知变量的迭代技术。EM的算法流程如下：
1. 初始化分布参数
2. 重复直到收敛：
  1. E步骤：根据参数的假设值，给出未知变量的期望估计，应用于缺失值。
  2. M步骤：根据未知变量的估计值，给出当前的参数的极大似然估计。

## 最大期望过程说明
我们用{\displaystyle {\textbf {y}}}表示能够观察到的不完整的变量值，用{\displaystyle {\textbf {x}}}表示无法观察到的变量值，这样{\displaystyle {\textbf {x}}}和{\displaystyle {\textbf {y}}}一起组成了完整的数据。{\displaystyle {\textbf {x}}}可能是实际测量丢失的数据，也可能是能够简化问题的隐藏变量，如果它的值能够知道的话。例如，在混合模型中，如果“产生”样本的混合元素成分已知的话最大似然公式将变得更加便利（参见下面的例子）。

### 估计无法观测的数据
让{\displaystyle p\,}代表矢量{\displaystyle \theta }: {\displaystyle p(\mathbf {y} ,\mathbf {x} |\theta )}定义的参数的全部数据的機率密度函數（连续情况下）或者機率質量函數（离散情况下），那么从这个函数就可以得到全部数据的最大似然值，另外，在给定的观察到的数据条件下未知数据的条件分布可以表示为：
{\displaystyle p(\mathbf {x} |\mathbf {y} ,\theta )={\frac {p(\mathbf {y} ,\mathbf {x} |\theta )}{p(\mathbf {y} |\theta )}}={\frac {p(\mathbf {y} |\mathbf {x} ,\theta )p(\mathbf {x} |\theta )}{\int p(\mathbf {y} |\mathbf {x} ,\theta )p(\mathbf {x} |\theta )d\mathbf {x} }}}